# 李陵 (小説)
『李陵』（りりょう）は、『漢書』（「李広蘇建伝」「匈奴伝」「司馬遷伝」）、『史記』（「李将軍列傳」「太史公自序」）、『文選』（「答蘇武書」「任少卿報書」）等を典拠とした、中島敦の短編小説である。中島没後の昭和18年（1943年）7月、『文學界』に発表された（脱稿は前年10月）。『李陵』という題名は、深い交友のあった深田久弥が、遺稿に最も無難な題名を選び命名したもので、中島自身は「漠北悲歌」などいくつかの題を記したメモを遺していた。

## あらすじ
前漢の武帝から昭帝の時代、匈奴と戦い俘虜となった李陵のことを中心として描かれている。李陵、司馬遷、蘇武の3名が主要人物として登場する。

匈奴征伐の際に、善戦およばず捕虜となった李陵は、匈奴単于に厚遇される。李陵は自己弁護をせず、胡の地に残る。一族が武帝に粛清されたこともあり、李陵は徐々に匈奴の暮らしに適応し、そこで妻子を得た。野卑滑稽であると思っていた匈奴の生活も、彼らなりの合理性があると認めるようになっていく。

一方、匈奴に順うのを潔しとしない蘇武の存在に、李陵は心穏やかではない。匈奴の支援を得ず、野に暮らす彼の姿は、李陵に内省を促さずにはいられない。特に、武帝の崩御に涙する彼の姿に己との違いを自覚させられる。一族を殺されたわけではないが、蘇武も自殺されらた親族がいるのにもかかわらず、彼の皇帝を悼む心は本物であった。

蘇武は苦節19年の末祖国に帰る。蘇武が顕彰されたことが、己の姿を見せつけられるようで李陵にはひどくこたえたが、それを見せることなく祝宴で舞う。大赦令が降りているから、漢に帰らないかと誘う使者の言葉にも辱めを見るだけのことだと断ってしまう。

また、宮刑に処せられるも『史記』を執筆する司馬遷がいる。彼は武帝の前で李陵らを弁護したためにこの屈辱的な刑罰を受けた。始めは死を考えていた司馬遷も、歴史書の完成という己の使命が無意識のうちにあったためか、死を選ばなかった。

彼の怒りは武帝ではなく、周囲の自分の身が安心でさえあればいいという連中に向かう。その態度を、佞臣よりも悪いが、恨みを向ける値打ちもないと見なしたのである。では悪いのは己か？　そう煩悶する。

屈辱の中、司馬遷は執筆をつづける。彼は生きることをやめたかのように見えて、『史記』の中の登場人物に変わって、書物の中に生きていた。司馬遷は登場人物の言行が己のもののように感じられていた。死を選ぶ理由を早く見つけようとするかのような執念で『史記』を完成させた。そして、ついに『史記』が完成すると、司馬遷は虚脱する。
物語は『漢書』匈奴伝の李陵の息子の記事への言及で終わる。

このように、武帝の周囲にいる三者三様の生き様を描いた。

## 主な収録書籍
- 『李陵』小山書店〈文學新輯4〉、1946年2月、NCID BN11436604、NDLJP:1134649。
  - 収録作品 - 「李陵」「弟子」。
- 『山月記・李陵 他九篇』、岩波書店〈岩波文庫〉、1994年7月、ISBN 4003114515。
  - 解説 - 氷上英廣、註 - 飯倉照平、初出一覧。
  - 収録作品 - 「李陵」「弟子」「名人伝」「山月記」「文字禍」「悟浄出世」「悟浄歎異」「環礁―ミクロネシヤ巡島記抄―」「牛人」「狼疾記」「斗南先生」。
- 『李陵・山月記』新潮社〈新潮文庫〉、2003年12月、ISBN 9784101077017。
  - 解説 - 瀬沼茂樹、注解 - 三好行雄。
  - 収録作品 - 「山月記」「名人伝」「弟子」「李陵」。

### 外国語版
- 盧錫台訳『李陵』、太平出版公司(台湾)、1944年8月。 - 中国語版[3]
- Penn, Setharin 訳『ឱ! ដួងច័ន្ទនៃព្រៃភ្នំអើយ ; លី លៀង ; ពិស្ណុការ』 - クメール語版[4]
  - 収録作品 - 「山月記」「李陵」「名人伝」[4]

## 草稿と校訂版
「李陵」という題は、深田久弥が遺稿に最も無難な題名を選び命名したものである。中島自身が書き残したメモには「漠北悲歌」の語があるが、その字を消してある部分も同時に見えるため断定しにくく、無難な「李陵」となったのではないかとされている。
草稿は長らく不明になっていたが、1961年（昭和36年）に発見され、写真版を収めた
- 『原稿覆刻版 中島敦 李陵』文治堂書店、1980年11月[6]、NCID BN05292204。

が刊行されている。さらに山下真史や村田秀明は草稿や浄書原稿を分析し、中島自身が書籍化した場合の本文を検討する。この試みは
- 山下真史、村田秀明『中島敦「李陵・司馬遷」定本篇・図版篇』、中島敦の会 発行、神奈川近代文学館 発売、2012年11月、NCID BB11149211[6]。
- 山下真史、村田秀明『中島敦「李陵・司馬遷」註釈篇』、中島敦の会 発行、神奈川近代文学館 発売、2018年11月[7]。

として註釈付きで書籍化され、注目を集めた。この版においては、中島のメモの最後にあった「李陵・司馬遷」をタイトルとしている。